# Alexander Wladimirowitsch Rjasanzew (Schachspieler)
Alexander Wladimirowitsch Rjasanzew (russisch Александр Владимирович Рязанцев; * 12. September 1985 in Moskau) ist ein russischer Schachmeister.
Rjasanzew lernte das Schachspiel mit sechs Jahren von seinem Vater. Später wurde er von Mark Dworezki trainiert. Rjasanzew absolvierte das Studium des Schachspiels an der Moskauer Russischen Staatlichen Universität für Körperkultur, Sport, Jugend und Tourismus. Er gewann die U12-Jugendweltmeisterschaft in Cannes (1997) und die U14-Jugendeuropameisterschaft in Mureck (1998). Rjasanzew siegte oder belegte vordere Plätze bei mehreren Turnieren: 1. Platz beim Open Stork Young Masters in Hengelo (2005), 1. Platz bei der Meisterschaft von Moskau (2006) und 2. – 4. Platz bei der 62. russischen Meisterschaft (2009). Er gewann das Masterturnier in Biel (2010).
Rjasanzew erhielt im Jahr 1999 den Titel des Internationalen Meisters, 2001 den Titel des Großmeisters. Seit 2011 ist er Trainer der russischen Nationalmannschaft. Im September 2016 wurde er als Verdienter Trainer Russlands ausgezeichnet. Im Oktober 2016 gewann Rjasanzew die russische Einzelmeisterschaft in Nowosibirsk.

## Vereine
Bei der russischen Mannschaftsmeisterschaft spielte Rjasanzew von 2004 bis 2006 für Politekhnik Nischni Tagil, von 2006 bis 2008 für Südural Tscheljabinski, von 2009 bis 2012 für SchSM-64 Moskau, mit denen er 2010 und 2011 Meister wurde, 2013 für SK Malachit Jekaterinburg und 2014 für Jugra Chanty-Mansijsk. In Frankreich spielt er seit 2006 für Metz Fischer, in der belgischen Interclubs spielte er in der Saison 2005/06 für den KSK Rochade Eupen-Kelmis, in der chinesischen Mannschaftsmeisterschaft in der Saison 2012 für Wuxi Huafang Construction sowie 2019 für Guangdong Shenzhen Longgang.